# Cary Ratcliff
Cary Ratcliff (Californie, 1953), est un compositeur et chef d'orchestre américain.

## Biographie
Cary Ratcliff étudie le piano et la composition à l'Eastman School of Music avec Joseph Schwantner, Christopher Rouse, David Burge et Samuel Adler,.
Pendant une dizaine d'années, il est compositeur en résidence du Strasenburgh Planetarium de Rochester. En tant qu'instrumentiste, il joue piano et célesta avec l'Orchestre symphonique de Rochester depuis 1973.
Son Concerto pour alto a reçu le prix Nissin de l'ASCAP, dans la catégorie « meilleure œuvre orchestrale contemporaine américaine ».

## Œuvre
- Mice and Beans, opéra pour chœur d'enfants — création à San Diego
- Ellis Island, opéra
- Eleni, opéra (2008) Livret de Livret de Cary Ratcliff, avec Robert Koch[3], d'après les mémoires de Nicholas Gage (en), Eleni (1983)[4] — création New York City Opera, avec la soprano Emily Pulley dans le rôle titre[5].
- Ode To Common Things, sur un poème de Pablo Neruda (1996 ; version de chambre 2014, éd. G. Schirmer) (OCLC 954754987) — commande pour le cinquantenaire de la Rochester Oratorio Society.
- Three songs from Shakespeare's « A midsummer night's dream » (2006, éd. G. Schirmer) (OCLC 500094252)
- Past three o'clock : carol of the London Waits pour soprano, alto, ténor, basse et piano (2006) (OCLC 436858440) — texte de George Ratcliffe Woodward.
- Catalonian carol pour deux voix aiguës, hautbois et harpe (ou piano) (2006, éd. Boosey & Hawkes) (OCLC 500167340)
- Moon Tiger Songs
- Concerto pour alto (1988) (OCLC 25084432) Création par l'Orchestre symphonique de Rochester, par son commanditaire, l'altiste Richard Field, le 9 janvier 1991.
- Sonate pour violoncelle
- Gitanjali Dances pour flûte et piano
- Dances pour saxophone et cordes

## Discographie
- Kathryn Lewek chante Cary Ratcliff - Kathryn Lewek, soprano ; Cary Ratcliff, piano ; Allyn Van Dusen, mezzo-soprano ; Richard Killmer, hautbois (Albany Records TROY1066) (OCLC 672213051)
- Ode To Common Things - Craig Hella Johnson ; Ens. de chambre Conspirare (septembre 2014, Harmonia Mundi)[6] (OCLC 1085242858)